# Isaäc Fransen van de Putte
Isaäc Dignus Fransen van de Putte (22. března 1822 Goes – 3. března 1902 Haag) byl nizozemský politik liberální orientace. Roku 1866 byl 111 dní předsedou nizozemské vlády. V letech 1863–1866 a 1872–1874 byl ministrem koloniálních záležitostí.

## Život
Jeho otec byl statkářem, bankéřem a členem Senátu. Získal důstojnický výcvik na Královské námořní akademii v Medembliku, avšak školu nedokončil, neboť byl vyloučen, když na sebe vzal vinu za pád akvária, které zranilo poddůstojníka. Poté pracoval 10 let na obchodních lodích rotterdamského rejdaře Anthonyho van Hobokena, kde se stal kormidelníkem a vypracoval se na pozici důstojníka. V roce 1849 se stal správcem (později nájemcem a nakonec majitelem) cukrové plantáže na Jávě, později přikoupil i plantáž tabákovou. V roce 1862 prodal plantáže svému bratrovi Andrému a vrátil se do Nizozemska.
V roce 1862 byl prvně zvolen poslancem sněmovny (členem 1862–1863, 1866–1872, 1874–1880). Již za rok na to byl jmenován ministrem koloniálních záležitostí. Ve svém prvním funkčním období pracoval na zrušení systému nucených prací v koloniích (cultuurstelsel). Podařilo se mu omezit nejkřiklavější výstřelky, který tento systém umožňoval.
V roce 1866 se nepohodl s Johanem Rudolphem Thorbeckem kvůli návrhu trestního zákoníku pro Evropany žijící v Nizozemské východní Indii. Thorbecke chtěl zákon ještě změkčit v parlamentu, Putte prosazoval, aby zákon rovnou podepsal král, čímž by vstoupil v platnost. Nakonec Thorbecke na Putteho vytvořil takový tlak, že ten musel z kabinetu odejít. Solidárně ho doprovodil ministr spravedlnosti Nicolaas Olivier. Poté Putte sám sestavil kabinet, který byl však Thorbeckovými lidmi rychle svržen, opět byly hlavním předmětem sporu větší práva pro domorodé Indonésany, která chtěl Putte prosadit.
V roce 1872 se vrátil na pozici ministra kolonií v kabinetu Gerrita de Vriese. Společně s ministrem zahraničních věcí Louisem Gericke van Herwijnenem uzavřel dohodu o postoupení nizozemských držav na pobřeží Guineje Spojenému království. Místo toho dala Británie Nizozemsku volnou ruku na Sumatře. Tato smlouva vydláždila cestu ke vstupu Nizozemska do války v Acehu, jejímž cílem bylo Sumatru dobýt. Putte přitom několikrát kritizoval nelidské zacházení s civilisty, množství poprav či záměrné zabíjení dobytka a ničení rýžových polí. Marně se ve své funkci rovněž pokoušel zprostředkovat komunikaci mezi králem a jeho nejstarším synem Vilémem. Tato kauza mu zabránila stát se znovu ministrem v roce 1877, v Kappeyneově kabinetu. Stanovil si totiž tehdy podmínku, že ministerstvo, které pro něj mělo být vytvořeno, se vysloví pro sňatek korunního prince Viléma s Matylde van Limburg Stirum, který odmítal král. Kappeyne však nechtěl zajít ve sporu s králem tak daleko.
V letech 1880–1902 byl Putte členem Senátu, zasedal v něm až do své smrti.
Oficiální stránky nizozemského parlamentu o něm také uvádějí: "Zaujal jak svým vzhledem, tak přízvukem. Bystrý, vtipný muž, který měl dobrou mysl. Ne zcela osvobozen od ješitnosti."